# アッグシリーズ
アッグシリーズ (ACG SERIES) は、テレビアニメ『機動戦士ガンダム』においてデザインされたが、本編には未登場の架空の兵器群。有人操縦式の人型機動兵器「モビルスーツ (MS)」の一種で、ジオン公国軍のアッグ、アッグガイ、ジュアッグの3機種を指す。放送終了後、同時期にデザインされて同じく未登場のゾゴックも含めてプラモデル化された。そして後年、アッグを除く機体が続編である『機動戦士ガンダムΖΖ』や『機動戦士ガンダムUC』といった映像作品にも登場を果たした。
本記事では、厳密にはアッグシリーズに含まれないが出自は同様であるゾゴックも併せて取り上げるほか、後年設定された派生型についても解説する。

## デザイン・設定の経緯
4機種とも、『機動戦士ガンダム』の総監督である富野喜幸がラフスケッチを描き、メカニックデザイン担当の大河原邦男がクリーンアップしており、いずれも放送終了直後に日本サンライズが発行した『機動戦士ガンダム・記録全集4』に掲載された。ゾゴックを除く3機種が描かれたラフには「やややりすぎではありますが基本的に悪相」と記されており、『記録全集4』では名称や形状からアッガイを産み落とすまでの産物であろうと推測されている。
空前のガンプラブームによって『機動戦士ガンダム』に登場するMS・MAはすべてプラモデル化されたことから、アニメ未登場である本機体群がクローズアップされる。これをバンダイに提案したのはストリームベースの小田雅弘であった。当初の画稿をもとに模型用ラフが作られ、ふたたび大河原によってクリーンアップがおこなわれてディテールなどが追加されたほか、背面画稿やカラー画稿も描かれた。1982年後半に1/144と1/100のスケールで発売され（ジュアッグは1/144のみ）、パッケージには「ジオン軍モビルスーツ（試作メカ）」と記された。詳細な設定は翌1983年に始動したメカニックデザイン企画『モビルスーツバリエーション (MSV)』で付与されており、のちの書籍やゲームなどでは『MSV』に分類されることが多い。
「アッグシリーズ」という名称は、1999年発行の書籍『ガンプラジェネレーション』が初出であり、2001年発行の『機動戦士ガンダム 公式百科事典 GUNDAM OFFICIALS』でも使用されている。ただし、ラフスケッチには「アッグ・タイプ」と記されており、『記録全集4』の項目名は「アッグタイプシリーズ」とされていた。『MSV』でもラフを踏襲して「アッグタイプ」とされた。

## 設定概要
地球連邦軍の本部であるジャブローの攻略のみを目的として開発されたMS群で、「特務用MS」とも呼ばれる。ジャブローは地下基地であるために通常の攻撃では効果がないことから、兵装と機能を分担した複数の機種により編成された部隊を、多方面から同時に侵入させる計画が立案される。アッグが侵入路を掘削し、ジュアッグが中距離攻撃をかけ、これを援護としてアッグガイとゾゴックが基地内部に侵入して白兵戦を仕掛けるという作戦である。各機は作戦の性質上、作戦行動中の隠密性を高めるため、総じて静粛性を重視した設計がおこなわれている。
奇抜すぎる作戦であり、公国軍内部でも成功の確率を疑問視する向きもあった。実際の攻撃は、ホワイトベースを追跡するシャア・アズナブル大佐の部隊が中心になっておこなわれ、結局実行する機会を失ったとされる。なお、曽野由大の漫画『機動戦士ガンダム オレら連邦愚連隊』では、宇宙世紀0079年12月に北米の連邦軍エルズワース基地を、キャリフォルニアベース奪回作戦の出征式典の最中に4機種がザクIIとともに襲撃をかけ、多大な損害を与えている。また、同じく曽野の漫画『機動戦士ガンダム アッガイ北米横断2250マイル』では、11月にキャリフォルニアベースでテストをおこなう4機種が登場し、ソルマ・ヨハンセン中尉率いるキシリア・ザビ直属のヨハン特務隊が搭乗。その後のキャリフォルニアベースでの内戦でも多数の水陸両用MSの中に複数機が確認できる。
近藤和久の漫画『機動戦士ガンダム THE MSV』では、パーシー・C・F・ホバート大佐が、沿岸部にある連邦軍の拠点への上陸作戦の際に障害物を破壊・除去するため、既存の水陸両用MSを改造する形でアッグシリーズの開発を立案したとされている。一連の機体は「モンスターズ」、または「ホバートズ・ファニーズ」と呼ばれている。
太田垣康男の漫画『機動戦士ガンダム サンダーボルト』では、宇宙世紀0080年に南洋同盟が基地守備隊用として4機種を多数運用している。ほかのMSと同様にデザインにアレンジが加えられており（デザイン協力：石口十）、太田垣はこれらを描かずに地球編が終わったら読者からのブーイングは確実だった、賑やかしに役立ったのでデザイン的にも気に入っていると述べている。
ゲーム『機動戦士ガンダム ギレンの野望　ジオンの系譜』では、『MSV』の設定にもとづく「ジャブロー攻略用MS開発」および「ジャブロー潜入作戦」が実行できる。また、『機動戦士ガンダム エクストリームバーサス』では、アッガイの呼び出し武装として、ジュアッグ（2機）がロケット・ランチャーによる砲撃、アッグガイがヒート・ロッドによる近接攻撃、アッグがドリルによる地中からの攻撃をそれぞれおこなう。

## アッグ
『機動戦士ガンダム』では第29話に登場予定であったとされる。『MSV』で詳細な設定が追加された。頭部がなく球形に近い胴体と両腕部のドリル、歩行用の脚部ユニットに代わる2基のホバークラフト（1基当たり3個のファンと2個のパワー・サプライヤーからなる）が特徴。
特務用MSのうち、もっとも特異なスタイルをもつ機体で、その目的はジャブロー地下へ侵入路を掘り進むことに限定されている。水中では使用できないため、ホバークラフトで水上を移動する。運用上の問題からMSに分類されているが、その実態は大型土木工作機でしかない。武装は搭載されておらず戦闘能力はほとんどないが、一部の機体はオプションで武装したもの（アッグ武装型）もあったとされる。ただしそれでも自衛用としても戦力として不十分であったと推測されている。カラーリングは、通常型はオレンジを基調にに一部濃淡グレー、武装型は青を基調に一部オレンジとグレー。
武装・装備
大型ドリル
両前腕部に装備。メインの掘削機器であるが、これでMSを破壊することも可能であったとされる。
レーザー・トーチ
本体前面に装備されており、胴体部にモノアイがあるためクチバシのように見える。岩盤溶解用の装備。
カッター
本体（両肩口）に装備。回転ノコギリを厚くしたような形状をしている。上部の岩盤を掘削するためのものと推察されており、別名を「ロック・グラインダー」とする資料もある。
4連装ミサイル・ランチャー
アッグ武装型で使用されるオプション武装で、2ないし3基を装備する。大型ドリルに代えて前腕部に装備するものは円筒形だが、本体上部にステーを介して装備するものは四角柱型となっている。
作中での活躍
短編小説集『ガンダムNOVELS―閃光となった戦士たち』収載の「ジャブローの大地に」では、ウィル・ラバン曹長が搭乗する。メカニックにそそのかされてジャブロー攻略に臨むことになるが、攻略戦から2日後にドリルがオーバーヒートを起こし、頓挫したところを連邦軍に発見・救出される。
コレクタブルフィギュア『ガンダムコレクション』には、キラービー隊（『MSV』が初出）のパーソナル・エンブレムが描かれた本機（非武装型）がラインナップされている。
漫画『機動戦士ガンダム オレら連邦愚連隊』では、北米エルスワーズ基地襲撃の際にほかの特務用MSと異なり3機が登場。基地地下にある鍾乳洞から掘削することにより、MS隊の警備をすり抜けて式典会場に出現するといった、本体の用途に近い運用がなされている。うち1機は教導隊「コカトリス」隊長機のジム改のコックピットをドリルで貫き撃破するが、同じく教導隊「ネメシス」所属のジム・ストライカーのスパイク・シールドで本体部のモノアイを貫かれる。残る2機は「ネメシス」隊長機のジム改のビーム・サーベルの投擲によりまとめて撃破される。
同じく曽野の漫画『機動戦士ガンダム カタナ』では、宇宙世紀0084年に資源衛星「ハーモニー1」の採掘用の機体が登場。連邦軍軍閥「シン・フェデラル」の戦艦「カイザー・オブ・ドラゴン」による襲撃の際にセラという少年が無断で搭乗、ドリルでオッゴ1機を撃破し、レーザー・トーチ（「掘削用レーザー」と呼ばれる）で迎撃するが、複数のオッゴの集中砲火により沈黙する。
漫画『機動戦士ムーンガンダム』では、0091年に新生ネオ・ジオン軍が接収した南極の旧資源開発基地の格納庫内に1機が確認できる。その後、ロンド・ベル隊による降下作戦の迎撃に2機が出撃している。
漫画『機動戦士ガンダム U.C.0096 ラスト・サン』では、サイド1のコロニー「シャングリラ」で非合法に開催されている民間のMS対戦競技「バトレイヴ」にアッグ武装型が参加している。「“穿孔石火”のラングレイ」が搭乗しガッシャと対戦、勝利する。
漫画『機動戦士ガンダム0079』では、公国軍のジャブロー侵入の際に掘削用として登場。ただし、デザインはかなりアレンジされており、ホバークラフトは1基となっている。『機動戦士ガンダム THE MSV』でも同様のデザインで、敵沿岸陣地の強固な障害物をドリルで破砕することを目的とした機体と解説されている。
漫画『機動戦士ガンダム サンダーボルト』では水中用MSとしてアレンジされており、ホバークラフトに代わって水中用推進機を装備、前部は展開してクローになる。
ゲーム『SDガンダム スカッドハンマーズ』では、MA級の大きさの中ボスとして登場する。また、ランバ・ラルがドムとだまされて受領したアッグ武装型も登場する（ゲーム内の名称は「ランバ・ラル搭乗アッグ」とされる）。
特務用MSの中では唯一宇宙世紀の映像作品に登場していないが、『機動戦士SDガンダム』の第1部に一瞬だけ登場し、『ガンダムビルドファイターズ』の第9話にガンプラとしてゲスト出演している。またガンダムシリーズ以外では、『ケロロ軍曹』の第197話「ケロロ 穴があったら掘りたい！ であります」で額に宇宙ドリルが生えたケロロが反応するワードのひとつとして登場する。

### アゾック
AZOCK
メカニックデザイン企画『MSV-R』に登場（型式番号：EMS-05F）。スペックの数値はすべて不明。
ジャブロー攻撃本隊の後方支援を目的に開発された、アッグのバリエーション機。両腕のウェポン・ポッドに数種類の火器を装備しているものの対MS戦には向かず、戦闘車両や地上施設など固定目標の攻撃に威力を発揮する。また、腕部はオプション装備として用意された対MS地雷掘削機に換装し、整地作業なども可能となっている。原型機と同様に機動性は著しく低く、対策として後部にもモノアイを配置して観測範囲を拡張。ゾックのように前後対称の外観となっている。河川での戦闘を考慮して短時間の水中活動も可能となっており、水深50メートルで1時間程度の活動が条件付きで許可されている。股間部前面に搭乗口があり、扉内側の昇降ケーブルを使用して搭乗する。
ジャブロー攻略戦では30機の投入が予定されていたらしいが大幅に規模を縮小され、アッグの生産ラインを一部流用して8機がオプション装備とともに製造されている。特務MSによるジャブロー攻略が実現しなかったため、大戦末期に3機が部隊配備されるが、実戦参加の機会がないまま戦後連邦軍に接収され解体される。機体色はあずき色と白を基調とする。
武装・装備
ウェポン・ポッド
両前腕部の標準装備で、メガ粒子砲1門、火炎放射器1基、ミサイル発射筒4基が収納されている。発車筒には標準装備の地対地ミサイルのほか、水中発射後に空中を推進する水中ミサイルや小型魚雷も用意され、準水陸両用であるため密閉式のハッチが設けられている。火炎放射器は、ジャブローの耐爆施設の攻略に有効として採用される。
開発当初はほかの武装案も検討されるが、開発規模の縮小によりもっとも汎用性が高い本装備に落ち着いている。
対MS用地雷掘削機
肩付け根から換装する。先端に鋭利な3本の爪とドーザー2基が装備されており、これにより地中に埋設された地雷を掻き出す。側面に小型のモノアイが設置されており、作業状況のモニタリングが可能。
劇中での活躍
曽野由大の漫画『アッガイ博士』では、水陸両用MSによる海洋探査開発機器評価会 (ETEDO) に参加し、ゾックと対戦する姿が描かれている。

## アッグガイ
『機動戦士ガンダム』では第30話に登場予定であったとされる。『MSV』で詳細な設定が追加され、のちにアニメ『機動戦士ガンダムΖΖ』にも登場。モノアイに替わる巨大な複眼と、両腕部に2本ずつ装備されたヒート・ロッドが特徴。
アッガイの試作段階で最終案直前まで残ったものを改設計した機体。開発はキャリフォルニアベースでおこなわれている。同様にアッガイから派生したジュアッグより一般的なMSに近いのは、同機よりあとに分岐し、ほぼ機体の設計が完了した段階でアッグシリーズに組み込まれたからである。アッガイより大きな頭部は、センサー類を強化したためと推測されている。接近戦用に設計されているため運動性は高く、装甲も厚い。防水機構はもっているが、ジュアッグと同様に湿地戦用とされる。一部の機体が実戦参加したと記録されているが、確認はされていない。カラーリングは茶色、サンド・イエローと白を基調とする。
『MSV』以前に発行された雑誌『アニメック』では、ゲリラ戦用であり、強行偵察やトーチカ攻撃が主任務とされている。
武装・装備
ヒート・ロッド
グフのものの改良型で、両腕部に2本ずつ装備。旋回式で、接近戦ではこれを活用して臨む。
頭部バルカン砲
連邦系MSのように、頭部に2門装備。
クロー
両腕部の装備を3本爪のクロー（ズゴックのアイアン・ネイルと同様）に換装した機体もあり、「格闘戦仕様」とも呼ばれる。カラーリングはアッガイに近い。
劇中での活躍
『ΖΖ』では、宇宙世紀0088年にサイド3の観光用コロニー「タイガーバウム」を統治するスタンパ・ハロイが所有するMSのひとつとして登場。ほかの所有MSと同様、コックピットは全天周囲モニター・リニアシートに近代化改修されている。第40話では、スタンパの宮殿の敷地内で、彼の部下が搭乗してMSコレクションのひとつであるズゴックに搭乗したジュドー・アーシタをヒート・ロッドで絡め取るが、逆に背後に回り込まれ首をアイアン・ネイルで貫かれて行動不能となる。第41話では、スタンパの命令でジュドーを追跡するため、ゾゴックとともに出撃。6輪バギーをヒート・ロッドで撃破するが、エル・ビアンノのバズーカにより複眼を破壊され、直後にビーチャ・オーレグが搭乗するΖガンダムのビーム・サーベルによって袈裟斬りにされる。カラーリングは赤茶色、緑、黄色、灰色、黒と多数配色されている。
漫画『機動戦士ガンダム オレら連邦愚連隊』では1機が登場、ジム・ストライカーとの格闘戦の末に撃破される。その際、ヒート・ロッドに電流を流す、頭部バルカン砲を発射、複眼を発光させて目くらましに使用するなどをおこなっている。
漫画『機動戦士ガンダム アッガイ北米横断2250マイル』では、ヨハン特務隊隊長のソルマ・ヨハンセン中尉が搭乗し、アグレッサー役のノルト・キスノ曹長が搭乗するアッガイを相手に格闘戦性能のテストをおこなう。巧みな操縦技術により相手の攻撃をやすやすとかわすが、相手の腕部の伸縮を利用したパンチを1発くらう。最後は相手の首にヒート・ロッドを巻き付け、付近のクレーンに引っ掛けて絞首刑のような形で行動不能にする。
漫画『機動戦士ガンダム0079』では、シャア・アズナブル率いる水中用MS部隊の一員として登場。腕部の武装がヒート・ロッドから2本爪のクローへと変更され、頭部デザインも電子機器を納めたレドーム風の解釈となっている。『機動戦士ガンダム THE MSV』では、レドーム・センサーで敵沿岸拠点の地雷原を察知し、前腕部側面から地雷除去用爆薬網（射出中の様子はヒート・ロッド状に見える）を射出して対MS吸着地雷を排除する事を目的に開発された機体とされている。
漫画『機動戦士ガンダム サンダーボルト』では、頭部がひと回り小さくアレンジされており、バルカン砲は4門に増えている。また、海中でヒート・ロッドに常時電流が流れている描写がある。
ゲーム『機動戦士ガンダム バトルオペレーション Code Fairy』の「アナザーミッション：バリー編」では、北米戦線で多数の水陸両用MSとともに数機が登場。連邦軍特殊部隊「ウィッチハント」と交戦する。

## ジュアッグ
『MSV』で詳細な設定が追加され、のちにアニメ版『機動戦士ガンダムUC』にも登場。カトキハジメによって改めて設定画が描かれたが、原典をほぼ踏襲している。
アッガイの試作途上に生まれた設計を、重火砲型として転用した機体。両前腕から伸びる各3本の砲身と、レンズのような平たい形状の頭部からゾウの鼻のように伸びる排熱ダクトを兼ねた作動肢が特徴。
外観こそ異なるものの、内部構造はアッガイとほぼ同様であるが、内蔵火器の搭載による大型化にともなって水密性の向上が図られている。また任務の関係上、強行突破となる可能性も考慮してゴッグに匹敵する装甲と質量を有しており、多少の被弾はものともしない堅牢性を誇る。水陸両用MSに分類されるが、本格的な水中戦闘は想定されず、あくまで水中航行が可能な陸戦機体として完成しており、湿地帯での戦闘のほうが適している。背部に水中航行用の推進機関を備えた専用のランドセル、足裏にはほかの公国軍水陸両用MSと同等のスクリュー方式による推進装置をもつ。重量の増加による機動性の低下と、モノアイの視界の狭さが欠点とされる。実戦参加記録はなく、生産数もはっきりしていない。カラーリングはアッグガイとほぼ同様。
『MSV』以前の『アニメック』では、野戦・ゲリラ戦用の兵員輸送機とされ、内部に30名ほどの兵員を収納するとされている。
武装・装備
3連装320ミリロケット砲 / 3連装ロケット・ランチャー
両前腕部に装備し、これにより中距離支援を担当する。
『UC』に登場した残党軍仕様機は、小型ロケット弾による速射性を高めたものに換装されている。
ビーム砲
胴体部の4つの円形の装備は、一年戦争時は「メガ粒子砲」や「ミサイル砲」とする資料があるほか、漫画『機動戦士ガンダム オレら連邦愚連隊』に登場する機体はスラスターになっており、噴射して後方に移動することでジム改のビーム・サーベルをかわして撤退している。
残党軍仕様機では「ビーム砲」とされており、収束率が高められたビームを長時間照射することが可能となっている。
その他
右前腕部をゾゴックのものに換装して格闘戦能力を付与された機体もあり（「格闘戦仕様」とも呼ばれる）、赤茶色を基調とした迷彩塗装がほどこされている。
同様の仕様がプレミアムバンダイから『HGUC ジュアッグ（Ver.MSV）』としてプラモデル化されたが、カラーリングは迷彩ではなくアッガイに似た濃淡ブラウンを基調とする。また、『UC』版のゾゴックが携行するヒート・ソードが付属するが、本機のものは「ヒート・ナイフ」と呼称されている。
劇中での活躍
アニメ版『UC』では、宇宙世紀0096年に砂漠に不時着したガランシェールに対する陽動のため、カプールおよびMA シャンブロとともに地球連邦の首都ダカールを襲撃し、市街地でジムII・ジムIIIおよびネモと交戦。ロケット・ランチャーでジムII 1機を擱座させ、その後ネモ小隊の1機のコックピットを砲身で叩き潰し、もう1機をビーム砲で倒すが、残る1機のビーム・ジャベリンによって胴体を貫かれ、ほかの敵機の集中砲火を浴びて沈黙する。
『UC』の外伝漫画『 『袖付き』の機付長は詩詠う』では、劇中の出撃以前から描かれ、パイロットのキョゴも登場する。また、沈黙した機体は海賊に回収され、無人機に改修されてカプールの腕部を取り付けられ、残党軍のアジトである洞穴を襲撃する際に地雷をぶら下げられて投入されるが、テッセラ・マッセラのズゴックEに胸部を貫かれふたたび沈黙する。
漫画版『機動戦士ガンダムUC バンデシネ』では、アニメ版と異なりヨンム・カークスが搭乗してダカール襲撃に参加。ジェスタにより撃破される。
漫画『機動戦士ガンダム オレら連邦愚連隊』では1機が登場。ジャミング用のアンテナを装備したザクIIの援護や撤収時の殿を務める。基地襲撃部隊の中で唯一生還するが、情報協力側のMSによって撃墜される。
漫画『機動戦士ガンダム0079』ではジャブローを監視する役割で登場。巨大な頭部は完全にレドームとしてアレンジされ、レドーム部は上方に伸びる構造となっている。『機動戦士ガンダム THE MSV』では、両腕のランチャーから強化爆弾を発射し、遠距離から敵トーチカを破壊することで友軍機の上陸を援護するために開発されたとされている。
漫画『機動戦士ガンダム サンダーボルト』では、アッグガイ同様頭部が小さめにアレンジされている。

### ジュアッグ改
『エムジェイ』連載のメカニックデザイン企画「F.M.S.」に登場。メカニックデザインは福地仁。
ジャブロー攻略戦に参加したとされ、遭遇した連邦軍MSパイロットは「ゾウ」（直前に撃破したゴッグは「ゴリラ」）と形容している。右腕がマニピュレーターに換装されているほか、各部のデザインも異なるが、特務用MSは未確認の機体も多く、機体ごとにかなり異なる仕様であったと推測されている。

## ゾゴック
『MSV』で詳細な設定が追加され、のちに『ΖΖ』やアニメ版『UC』にも登場。後者ではカトキによって改めて設定画が描かれたが、腹部を除き原典をほぼ踏襲している（後述）。
ズゴックの改良発展型、派生型あるいは姉妹機とされる。格闘戦用MSで、ロケット砲やビーム兵器などの固定武装をもたない。第2期水陸両用MSとしてズゴックと並行して開発され、ズゴックの制式採用後に一時ペンディングされるが、アッグシリーズと連携して作戦行動できるように改設計され、特務用MSに転換されている。その際に格闘用に特化され、火器類の内装案は排除されたため、特務用MSの中ではもっとも一般的なMSに近い。開発はキャリフォルニアベースでおこなわれている。
ズゴックと異なり陸戦を主体としているため、ランドセルは地上で効果を発揮できる方式にあらためられている。ただし、足裏にはほかの水陸両用MSと同様にスクリュー式の推進機が装備されている。水空冷ハイブリッド式のジェネレーター冷却装置が使用できないため、ズゴックよりジェネレーター出力は低い。胴体中央に位置するモノアイ・カメラはほかのMSより大型で光学的な性能は良好、広範囲に可動し、それを防護するカバーも堅牢な造りになっている。発光系・発火系兵器を採用しない質量切断兵器のみで統一された固定兵装類は、あまりにも割り切った設計であると評されるが、ジャブロー潜入時において敵に察知される可能性を最大限まで抑え、作戦を遂行するための必然であるともいわれる。なお、本機は量産されたとするものと、試作機に終わったとする2説がある。カラーリングは赤・白・黒を基調に一部黄色で塗られたものと、ズゴック（量産型）に似た水色とダーク・グリーンを基調とする2種類があり、後者は「ジャブロー攻略戦機」として攻略用に調整された機体であるとする資料もある。
武装
ブーメラン・カッター
「（ブーメラン式）ワイド・カッター」または「ブーメラン・ミサイル」とも呼ばれるほか、スペックにブーメラン・カッターとワイド・カッターの両方を記載している資料もある。本体上部の10基のほか、腹部にも内蔵されている。上部のものは内蔵アームで外側にマウントされたものから発射される。炸薬が内蔵されていないため威力は低く、牽制向けであるとされる一方で、ガンダリウム合金製の装甲をも穿つ威力をもつともいわれる。腹部のものはこれより小型であるとされる。
『UC』登場機は、腹部の本武装が廃され、排熱機能を重視してダクトに換装されている。
アーム・パンチ
腕部は伸縮式のロッド・アームとなっており、スクエアカットされた指先によって敵MSの装甲を貫通することができたという。マニピュレーターは4本指だが、5本指とする説もある。通常のMSより頑強な構造だが、汎用の携行武装を把持することも可能。一説には20メートル以上も伸びたとする資料もあるらしいとされる。
ヒート・ソード
『UC』登場機が装備。グフ系の装備の流用。
シュツルム・ファウスト
『UC』登場機が装備。背部にマウント・ラッチを増設して装備する。
劇中での活躍
『ΖΖ』では、宇宙世紀0088年にコロニー「タイガーバウム」のスタンパ・ハロイが所有するMSのひとつとして登場。スタンパの命令でジュドーを追跡するためにアッグガイとともに出撃するが、直後にビーチャの搭乗するΖガンダムにモノアイを蹴られて破壊され転倒し、その後は登場しない。カラーリングはこれまでの赤を基調としたカラー画稿と同様。
アニメ版『UC』では、0096年のジオン残党軍のトリントン湾岸基地襲撃に参加。ヒート・ソードで背後からジムIIのコックピットを貫いたあと、すかさずもう1機のジムIIをシュツルム・ファウストにて撃破する。その後、左腕を破壊された状態でバイアラン・カスタムと交戦、ブーメラン・カッターで攻撃するも味方のカプールを盾にして防がれる。援護に入ったゼー・ズールにヒート・ソードを渡すが、その後は登場しない。カラーリングは赤を基調とするが、これまでのものと異なり黄色は使用されておらず、塗り分けも一部異なる。
漫画『機動戦士ガンダムUC 『袖付き』の機付長は詩詠う』では、上記の機体が残存部隊とともに残党軍のアジトである洞穴へ帰還したあとに、アジトを襲撃する海賊との戦闘に参加している。ブーメラン・カッターは再装填されていないが、左腕は修復されて引き続きヒート・ソードを装備しているほか、マラサイ用のビーム・ライフルを装備するために右手のマニピュレーターを通常のMSの物に交換している。上陸を図る敵部隊をビーム・ライフルで迎撃したり、ハイゴッグを撃破するなど主戦力のひとつとして活躍し、ほかの水中両用MSとともに無事脱出を果たす。パイロットについては不明。
漫画『機動戦士ガンダム オレら連邦愚連隊』では1機が登場。ジム改のマシンガンを取り上げてへし折り、アッグの残骸のドリルを握りつぶすほか、組み合っての力比べでも微動だにしないほどのパワーを見せる。その状態で上部のブーメラン・カッターを放ち敵背後への攻撃をおこなうが、巴投げで空中に飛ばされ、みずからのカッターがすべて命中し撃破される。
ことぶきつかさの漫画『機動戦士Ζガンダム デイアフタートゥモロー ―カイ・シデンのレポートより―』では、0087年のグリプス戦役時にジオン軍残党によるゲリラ作戦で数機が運用されている。
漫画『機動戦士ガンダム0079』では、ジャブローでシャア率いる水中MS部隊の一員として登場。マニピュレーターが3本指になっている以外、デザインはほとんど変更されていない。腕を切断され逃走するシャア専用ズゴックを追うガンダムの前に立ちはだかり、上部のブーメラン・カッターとアーム・パンチを繰り出すが、カッターをシールドで防がれたうえ、投げつけられたシールドで片腕を切断され、ビームジャベリンで腹部を貫かれ撃破される。『機動戦士ガンダム THE MSV』では、ブーメラン・カッターを使って敵沿岸陣地に設置された阻止ワイヤー（高圧電流でMSの機能を停止させる鉄条網）を切断、除去する目的で開発されたとされる。
漫画『機動戦士ガンダム サンダーボルト』ではアッグシリーズに先駆けて登場。両前腕部甲に用途不明のユニットが追加されているほか、水中航行時にはつま先を折りたたんで推進機を露出させる。板状の銃器を携行して水上都市リグの警護に当たる1機が、潜入せんとするジオン残党軍のビリー・ヒッカムのアッガイによる背後からのスニーキングにより、誘爆なしに破壊される。その後、マーメイド隊所属の3機がザク・マリンタイプとともにサブロック・ガンを携行してリグから逃走するプローバー級高速潜水艇を護衛する。追撃するアトラスガンダムと交戦、同機は攻撃をくぐり抜けプローバー級を追うが、本機の損害は不明。また、タール火山基地守備隊の中にも数機が確認できる。なお、カラーリングは水色を基調とするカラー画稿を踏襲している。
漫画『機動戦士ガンダム アグレッサー』では、グリフォン隊隊長のマクシミリアンが搭乗する機体が登場。両肩およびモノアイの上半分を覆うように装甲を追加、左腕はズゴックのものに換装され、右手にはグフのヒート・サーベル（刀身を生成するタイプ）を携行する。また、腹部には折り畳み式の大型ブーメラン・ミサイルを内装。さらに自爆が目的であるため、衝撃を高めるために高性能爆薬が搭載されている。これらの改修はユーコン級潜水艦内で極秘におこなわれる。カラーリングは上半身が水色、下半身は赤を基調とする。ジャブロー攻略戦の際にズゴック2機とともに出撃、目標であるジャブロー基地のCブロック3番大型ゲートに向かう途中、元隊員で連邦軍に亡命したチェイス・スカルガードのレッドライダーと死闘を繰り広げる。僚機の犠牲を払い、両腕を失いながらも敵機を行動停止に追い込み、目的地に進入して熱核融合炉を暴走させて自爆しようとするが、同じく元隊員のハインツ・ハイウェイが操縦するガンタンクに押し戻され、基地外の湖の中でともに爆発する。

## その他
アッグジン
漫画『機動戦士ムーンガンダム』に登場。アッグシリーズの仲間として名称が設定され、アッグと同様のEMSナンバーをもつ。アッガイをベースに再設計した水陸両用MSで、のちに月面戦闘用に改造される。宇宙世紀0092年のネオ・ジオン軍残党でも運用される。